# أدولف أ. ديرينغ
أدولف أ. ديرينغ هو سياسي أمريكي، ولد في 1 يونيو 1888، وتوفي في 23 أكتوبر 1972. نشط حزبياً في الحزب الجمهوري. وقد انتخب عضو جمعية ولاية ويسكونسن ‏.